# Siedlung Am Kanal

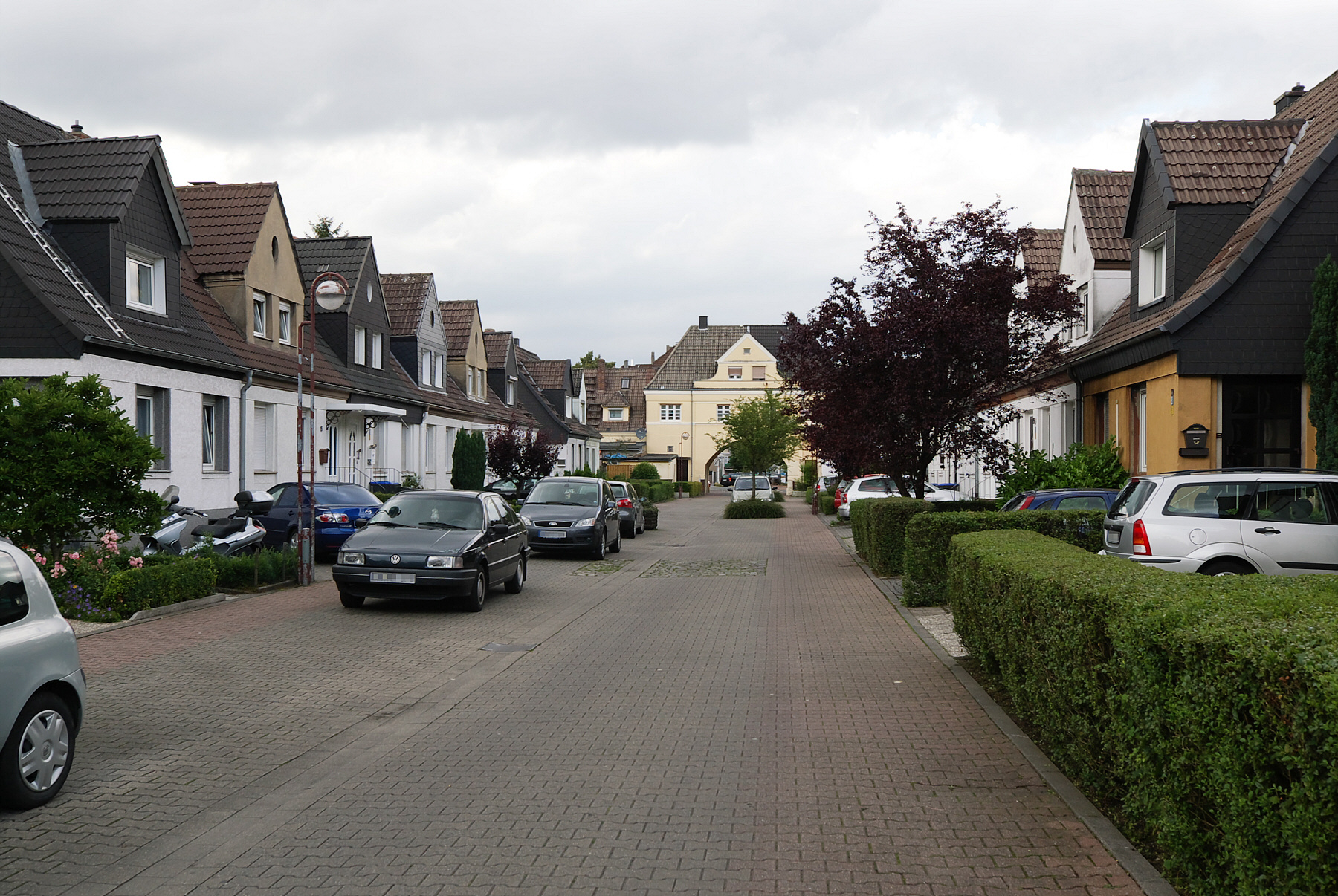
Häuserzeile

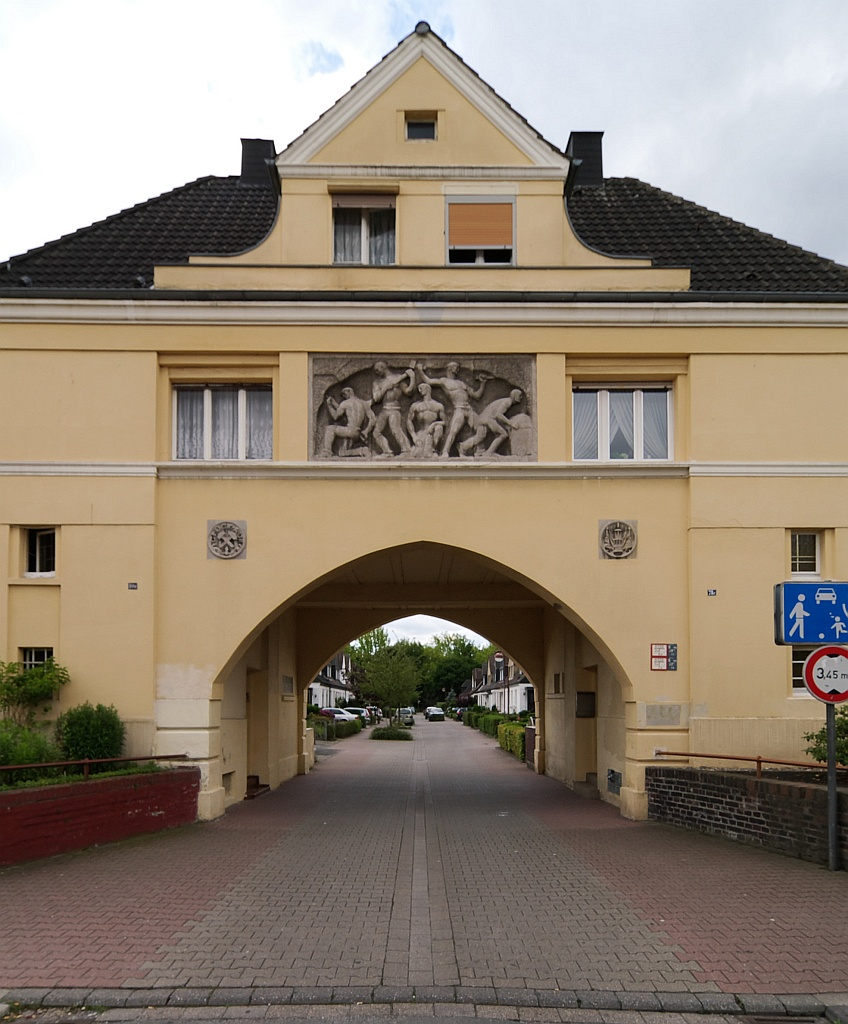
Torhaus zur Kösterstraße

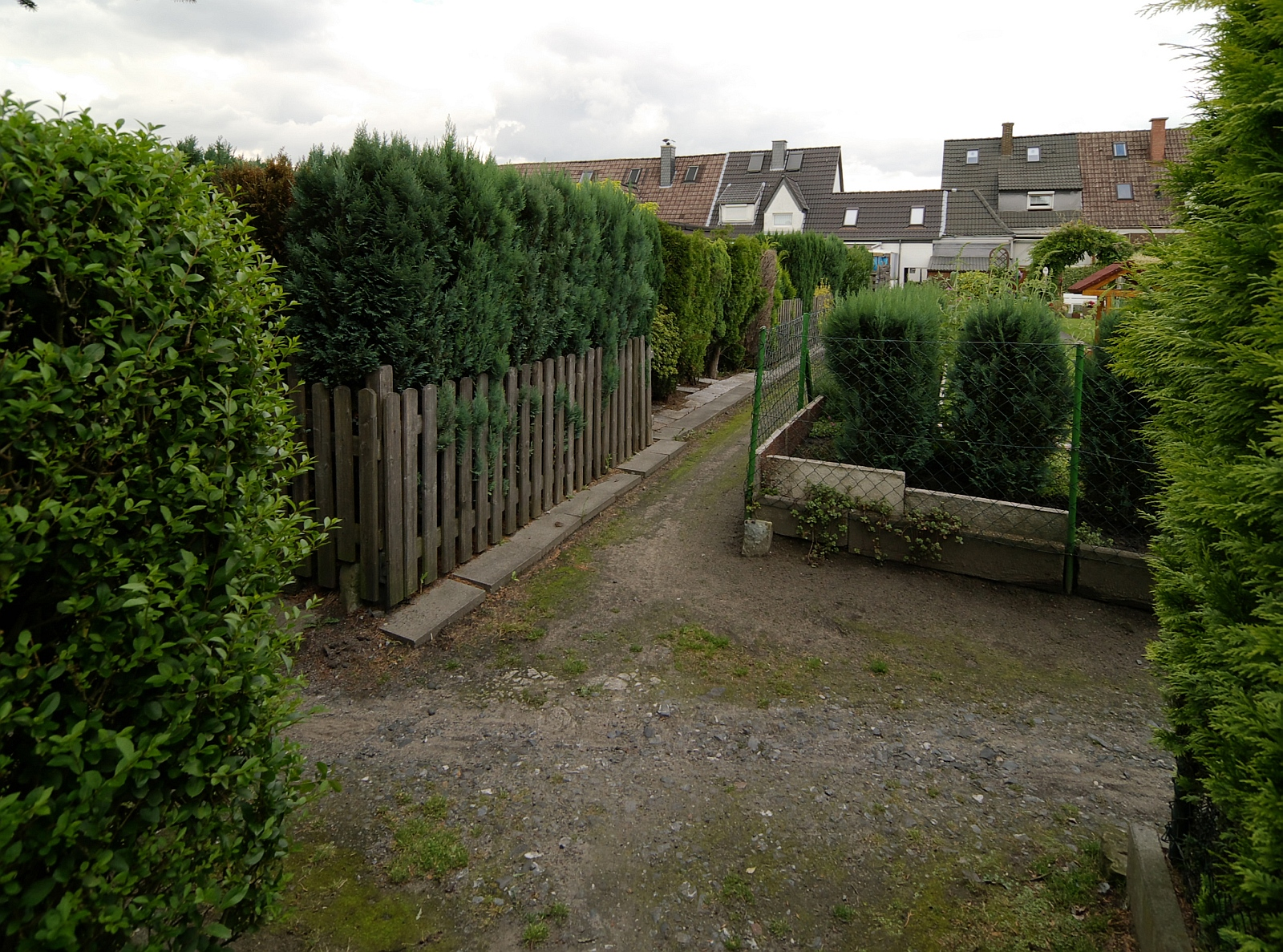
Wirtschaftsweg in den Hausgärten

Die Siedlung „Am Kanal“ ist eine Bergarbeitersiedlung im Lüner Ortsteil Osterfeld am Datteln-Hamm-Kanal in der Nähe des Preußenhafens.
Die nach Entwürfen des Architekten Rudolf Winzer 1921 bis 1922 erbaute Zentralsiedlung war in mehrfacher Hinsicht besonders wichtig für den Siedlungsbau im Ruhrgebiet.
So war sie eines der ersten Projekte, in dem die Werkssiedlung nicht mehr ausschließlich vom Arbeitgeber finanziert wurde. Die 1920 gegründete gemeinnützige Bergmannssiedlung Lünen GmbH als Tochtergesellschaft der Treuhandstelle für Bergmannswohnstätten im rheinisch-westfälischen Steinkohlenbezirk GmbH baute Wohnungen mit staatlichen Zuschüssen. Dadurch konnte die Koppelung von Arbeits- und Mietverträgen aufgehoben und die Abhängigkeit der Arbeiter von den Bergwerksgesellschaften verringert werden. Ungewöhnlich war auch, dass einige der Wohnungen an Bergleute verkauft und nicht vermietet wurden.
Die Siedlung war ursprünglich als Zentralsiedlung beiderseits des Kanals geplant. In ihr sollten Bergleute aus den umliegenden Zechen Victoria, Preußen und Gneisenau eine gemeinsame Kleinstadt bewohnen und alle öffentlichen Einrichtungen wie Kinderbetreuung, Schule, Lebensmittel- und anderen Einzelhandel, Gemeinschaftshaus, Polizei nebst Brandwache, Post und Apotheke vorfinden. Aber auch Sport- und Erholungseinrichtungen waren vorgesehen. Für damalige Verhältnisse war erstaunlich, dass neben einem Fußballplatz, Bootshaus, Radrennbahn und Badeanstalt auch zwei Tennisplätze entstehen sollten. Die Lage an der Verbindungsstraße zwischen Lünen-Süd und der Lüner Innenstadt im Norden war relativ isoliert, der Ort als geschlossene Anlage geplant. 
Kleine Vorgärten und ausgedehnte Nutzgärten hinter den Häusern, einheitliche Gestaltung der Hausfassaden und der Grundrisse bei gleichzeitiger liebevoller Ausprägung von Baudetails, die Anlage von Plätzen und Wirtschaftswegen zeigen die Ausrichtung der Planung auf eine Gartenstadt. Der Ausbau mit ursprünglich über 700 Wohneinheiten machte die Stadt in der Stadt auch zu einem der größten Siedlungsvorhaben der damaligen Zeit. Auffälliger Bestandteil ist das Torhaus am Haupteingang der Kösterstraße. Es zeigt ein Relief mit fünf Bergarbeitern in typischen Untertage-Tätigkeiten. 
Realisiert wurde nur die Bebauung auf der Nordseite des Kanals, der Rest konnte durch Inflation und Ruhrbesetzung nicht wirtschaftlich durchgeführt werden.
Im Zweiten Weltkrieg wurde die Siedlung durch Bombenabwürfe und die Sprengung der nahe gelegenen Brücke teilweise beschädigt, anschließend wieder aufgebaut. 
1975 beabsichtigte der damalige Eigentümer, die Treuhandgesellschaft, in den rückwärtigen Gärten Neubauten zu errichten, was auf Widerstand der Bewohner stieß. Mit der ad hoc gegründeten Siedler-Interessengemeinschaft „Bergmannssiedlung am Kanal“ und Unterstützung von Lokalpolitikern gelang es, die Neubaupläne zu verhindern. Die Treuhandgesellschaft privatisierte allerdings die Häuser, die zum größten Teil an die bisherigen Mieter verkauft wurden. Die Siedlergemeinschaft wurde 1978 ein eingetragener Verein, baute 1980 ein Haus zum Gemeinschaftshaus aus und ist bis heute unter anderem mit Kanalfesten aktiv. Im Volksmund heißt die Siedlung auch Negerdorf, da sie in der Form eines Kraals geplant wurde. Eine andere Erklärung für diesen Namen ergibt sich aus dem Aussehen der im Bergbau beschäftigten Bewohner, die gelegentlich mit geschwärztem Gesicht von der Schicht heimkehrten. Trotz der Verfügbarkeit von Waschkauen auf der Zeche zogen einige das Bad zuhause vor (so im „Negerdorf“ im benachbarten Kamen). 
Das Torhaus der Siedlung steht unter Denkmalschutz.